# Kipá

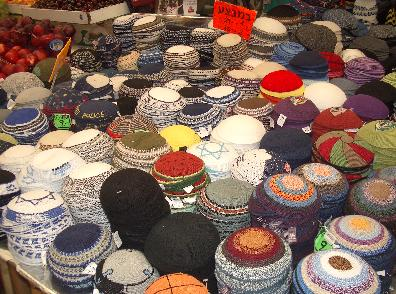
Tienda de kipás en Jerusalén, Israel.

La kipá (en hebreo: כִּפָּה‎ «cúpula, parte superior» pronunciaciónⓘ; también conocida por su nombre en ídish, yarmulke, יאַרמלקע) es una pequeña gorra ritual usada tradicionalmente por los varones judíos.
El plural en hebreo de «kipá» es כִּיפּוֹת (kipot o kippot), pero en español es «kipás».

## Historia
La kipá es de invención reciente.  Si bien el judaísmo ha impuesto requisitos de tocado desde hace miles de años, dicho tocado ha tenido múltiples formas.

## Características
La kipá —o cualquier otro gorro, sombrero o prenda que cubra total o parcialmente la cabeza— es de uso obligatorio (incluso para los no judíos o gentiles) al entrar y permanecer en determinados lugares de culto judío, como sinagogas, cementerios o lugares sagrados, o en situaciones de plegaria, celebración o estudio de la Torá. Los varones judíos observantes, empero, visten kipá durante todo el día y en toda ocasión.
La kipá es de tela o lana —esta última es más común dentro del público observante— y se confecciona hoy en día de los más diversos colores, tamaños y diseños, para todos los gustos, situaciones y modas. Es posible ubicar a un judío practicante dentro de una determinada rama o corriente del judaísmo por el color, el tamaño o el material del que está hecha la kipá que lleva puesta. Así, por ejemplo, los colores ocres, verdosos y marrones son tradicionales en las kipás sefardíes, los blancos y cremas predominan en los asquenazíes y la kipá multicolor —kipá bujari—  entre los mizrajíes (es de un tamaño notablemente mayor que la kipá europea y a menudo las llaman erróneamente «kipá sefardita») y los judíos asiáticos. Los ultraortodoxos llevan siempre una kipá completamente negra. La blanca y de un tamaño mayor que las anteriores es la kipá de Breslev, Najman o kipá de Breslov que usan los seguidores asquenazíes del antiguo rabino Najman de Uman. La kipá yemenita tiene un sello propio, suele ser oscura (negra, normalmente) y con rebordes de colores claros.
La costumbre de llevar kipá no proviene de un precepto o mandamiento propiamente dicho, a diferencia del talit o chal ritual, o de los tefilín o filacterias, aunque se ha arraigado con el correr de los siglos, al punto de convertirse en uno de los atributos más emblemáticos del judaísmo. Aun así, sus orígenes son igualmente milenarios y se remontan al Talmud (Maséjet Kidushín, Tratado de casamientos, 31:1), simbolizando la necesidad de tener presente en todo momento que Dios está por encima de los hombres, mujeres y las cosas.
En el servicio del Templo de Jerusalén, los cohanim (sacerdotes) tenían prohibido llevar la cabeza descubierta. Este es uno de los orígenes de esta costumbre.